# Монпазје
Монпазје (фр. Monpazier) је историјски градић-тврђава у Француској у региону Аквитанија, у департману Дордоња. Налази се на југу Перигора, око 45 километара од Бержерака и 45 километара јужно од Сарла-ла-Канеде. 
По подацима из 2011. године број становника у месту је био 511, а густина насељености је износила 964 ст/км². 
Монпазје је утврђени град, бастид, основан 1285. Рано име Монпазјеа било је „Castrum Montis Pazerii“. Основао га је краљ Едвард I Плантагенет, који је такође носио титулу војводе Гаскоње. Неко време овде су боравили Елеонора од Аквитаније и Ричард II Плантагенет. 
Парохијска црква Св. Доминика изграђена је од 13. до 16. века. 

## Демографија
| 1962. | 1968. | 1975. | 1982. | 1990. | 2011. |
| ----- | ----- | ----- | ----- | ----- | ----- |
| 664   | 656   | 558   | 533   | 531   | 511   |